# هانس پیتر کورف
هانس پیتر کورف (آلمانی: Hans Peter Korff؛ زادهٔ ۲۴ اوت ۱۹۴۲) بازیگر اهل آلمان است.
از فیلم‌ها یا برنامه‌های تلویزیونی که وی در آن نقش داشته است، می‌توان به صحنه جرم، دایرهٔ فریب و پناهگاه اشاره کرد.

## درگذشت
کورف در ۹ مارس ۲۰۲۵ در سن ۸۲ سالگی درگذشت.